# Gustav Schäfer (Sportfunktionär)
Gustav Karl Schäfer (* 5. September 1896 in Wimpfen; † 30. November 1967 in Berlin-Staaken) war ein deutscher Sportfunktionär und SA-Führer, zuletzt im Rang eines SA-Oberführers.

## Leben und Wirken
Schäfer war Diplomsport- und Boxlehrer. In den 1920er Jahren arbeitete er als Boxlehrer an der Hochschule für Leibesübungen.
Zum 1. Juni 1931 trat er in die NSDAP (Mitgliedsnummer 551.559) und in ihren Straßenkampfverband, die Sturmabteilung (SA), ein. 1931 wurde er zum Gruppensportreferenten der SA-Gruppe Berlin-Brandenburg im Rang eines SA-Sturmführers ernannt.
Zum 1. Juli 1932 wurde Schäfer unter Beförderung zum Standartenführer zum SA-Standartenführer z. b. V. beim Stab der SA-Gruppe Berlin-Brandenburg ernannt. Vom 18. Oktober 1932 bis zum 20. Mai 1933 amtierte Schäfer als „Adjutant der SA-Gruppe Berlin-Brandenburg“ der SA. Er war damit zu dieser Zeit neben dem Führer der Gruppe, Wolf-Heinrich Graf von Helldorff, und dem Stabsführer Achim von Arnim einer der drei höchsten Funktionäre im Führungsstab der SA in der Reichshauptstadt.
Nachdem Graf Helldorf im März 1933 durch Karl Ernst als Führer der Berliner SA abgelöst worden war, dürfte Schäfer bereits de facto aus seiner Funktion als Adjutant der SA-Gruppe Berlin-Brandenburg ausgeschieden sein. Mit dem Führerbefehl Nr. 15 vom 1. Juli 1933 wurde Schäfer seiner Dienststellung als Adjutant offiziell mit Wirkung zum 20. Mai 1933 enthoben und zur besonderen Verfügung der Gruppe gestellt. Zum 6. April 1933 war er zudem zum Stadtturnwart der Stadt Berlin ernannt worden.
Hans Joachim Teichler zufolge hatte Schäfer als „Sportoffizier der NSDAP“ wesentlichen Anteil an den antisemitischen Beschlüssen des deutschen Boxsports.
1933 wurde Schäfer vom Beauftragten des NS-Lehrerbundes (NSLB) Hans Berendes zum Führer (Vorsitzenden) des neugegründeten Reichsverbandes Deutscher Turn-, Sport- und Gymnastiklehrer e.V. im NS-Lehrerbund ernannt. In dieser Stellung, die er bis 1935 oder 1936 bekleidete, war er für die Verwaltung und Organisation aller im freien Berufe tätigen Turn-, Sport- und Gymnastiklehrer zuständig.
Im November 1934 wurde Schäfer mit Wirkung vom 15. Oktober 1934 zur Verfügung der SA-Standarte 1 gestellt.
Aus der SA schied Schäfer mit Wirkung zum 1. Dezember 1934 auf eigenen Antrag unter Enthebung von seiner damaligen Dienststellung als Standartenführer z.V. der Standarte 1 und seines Dienstgrades aus.

## Beförderung
- 1932: SA-Standartenführer[8]

## Schriften
- Boxen als Leibesübung. Kampfsport und Selbstverteidigung. Druck und Verlag von Gerhard Stalling, Oldenburg 1925.
- Boxschule, 4 Bde. Weidmann, Berlin 1925.
  - Bd. 1: Vorbereitung und Stoß
  - Bd. 2: Haken, Schwinger und Abarten der Schläge
  - Bd. 3: Der Nahkampf
  - Bd. 4: Das Boxen in den Vereinen
- Aufsatz, in: Friedrich von Mildner (Hrsg.): Olympia 1936 und die Leibesübungen im nationalsozialistischen Staat, Berlin 1936, S. 328ff.